# Kreis Bergen
| Basisdaten                         | Basisdaten         |
| ---------------------------------- | ------------------ |
| Bezirk der DDR                     | Rostock            |
| Kreisstadt                         | Bergen auf Rügen   |
| Kfz-Kennzeichen                    | A (Bezirk Rostock) |
|                                    |                    |
| Der Kreis Bergen im Bezirk Rostock |                    |

Der Kreis Bergen war von 1952 bis 1955 ein Landkreis auf der Insel Rügen im Bezirk Rostock der DDR.

## Geschichte
Nach dem Ende des Zweiten Weltkrieges fiel der Landkreis Rügen, der die Insel Rügen umfasste, in die Sowjetische Besatzungszone und wurde in das Land Mecklenburg eingegliedert. Am 25. Juli 1952 kam es in der DDR zu einer umfassenden Kreisreform, bei der die  Länder faktisch abgeschafft und neue Bezirke gebildet  wurden. Aus dem Gebiet des alten Landkreises Rügen wurden die beiden neuen Kreise Bergen und Putbus gebildet. Zudem erhielt der Kreis Bergen die Insel Hiddensee aus dem Landkreis Stralsund.
Da sich die Teilung der Insel Rügen in zwei Kreise schnell als unzweckmäßig erwies, wurden die Kreise Bergen und Putbus bereits zum 1. Januar 1956 wieder im Kreis Rügen vereinigt.

## Verkehr
Der Kreis Bergen war durch die F96 Sassnitz–Berlin an das Fernstraßennetz der DDR angebunden. Eine Eisenbahnverbindung zum Festland bestand mit der Bahnstrecke Saßnitz–Bergen–Stralsund. Dem Bahnverkehr im Kreisgebiet dienten außerdem die Nebenbahnen Bergen–Lauterbach Mole und Lietzow–Binz sowie die Kleinbahn Bergen-Altenkirchen.

## Gemeinden
Der Kreis Bergen umfasste den nördlichen Teil der Insel Rügen einschließlich der vorgelagerten Inseln Hiddensee und Ummanz sowie der Halbinseln Bug, Jasmund, Schaabe und Wittow. Zum Kreis gehörten die Stadt Bergen sowie die Gemeinden  Altenkirchen, Boldevitz, Breege, Buschvitz, Dranske, Dubnitz, Gingst, Glowe, Groß Kubitz, Hiddensee, Karow, Kluis, Lieschow, Lietzow, Lohme, Lubkow, Neuenkirchen, Parchtitz, Patzig, Putgarten, Ralswiek, Rappin, Sagard, Saßnitz, Schaprode, Thesenvitz, Trent, Ummanz, Wiek und Zühlitz.